# Kawai Koichi
Koichi Kawai (sinh ngày 29 tháng 5 năm 1979) là một cầu thủ bóng đá người Nhật Bản.

## Sự nghiệp câu lạc bộ
Koichi Kawai đã từng chơi cho Ehime FC.